# Alexis Jenni
Alexis Jenni, född 1963, är en fransk författare. 
Hans debutbok L'art français de la guerre tilldelades Goncourtpriset 2011. Boken är en äventyrsberättelse som handlar om Frankrikes koloniala förflutna i Indokina och Algeriet. L'art français de la guerre är den tredje boken Jenni skrivit. Den första boken blev refuserad av förläggarna och den andra har han aldrig skickat in till förlag.
Vid sidan av författandet arbetar Jenni som biologilärare vid en högstadieskola i Lyon. Han har tre barn.